# Kunovo (gmina Vladičin Han)
Kunovo (cyr. Куново) – wieś w Serbii, w okręgu pczyńskim, w gminie Vladičin Han. W 2011 roku liczyła 418 mieszkańców.